# Thaís de Campos
Thaís de Campos Lucas (Brasília, 21 de outubro de 1963) é uma atriz, 
diretora,
produtora e 
professora brasileira.

## Carreira
Iniciou carreira artística nos palcos brasileiros, aonde possui uma renomada carreira como atriz e diretora. Seu primeiro trabalho em teledramaturgia foi na telenovela Ciranda de Pedra, em uma pequena participação. Em seguida fez Elas por Elas, de Cassiano Gabus Mendes, em 1982.
Em seguida, passou a participar de diversas produções na televisão, sobretudo em telenovelas da Rede Globo, sendo uma das atrizes de maior destaque entre as décadas de 80 e 90. Em 1983, esteve em Final Feliz e Voltei pra Você.
Participou das Livre para Voar (1984), Ti Ti Ti (1985), Mania de Querer (1986), Bambolê (1987), Tieta (1989), Mulheres de Areia (1993), A Viagem (1994), Salsa e Merengue (1996), Pecado Capital (1998) e Kubanacan (2003).
Além de telenovelas, participou, também, das minisséries Tenda dos Milagres, (1985), Desejo (1990) e O Quinto dos Infernos (2002), além de alguns episódios do programa Você Decide.
De 2000 a 2008, residiu em Portugal, onde dirigiu o curso de "Interpretação para TV e Cinema". O curso foi criado em Lisboa, na escola "Arte6", onde a atriz brasileira leciona juntamente com uma equipe de técnicos e atores.
O curso tem como objetivo dar formação em áreas como as de teledramaturgia, anúncios comerciais ou apresentação de programas.
Além de dirigir este curso, Thaís também produz e a realiza séries para televisão com os alunos que frequentam o curso. Paralelamente, a sua produtora - Thaís de Campos Áudio-Visuais, Ltda - montou, em 2003, espetáculos teatrais que incluíram musicais infantis, comédias e dramas.
Em 2006, Thaís apresentou em Lisboa, uma peça infantil produzida por ela, "O Livro de Magik". Em 2007, participou da novela Duas Caras da Rede Globo. Em 2008, Thais de Campos esteve no elenco da temporada paulista da peça "O Nosso Amor a Gente Inventa". Em 2009, a atriz integra o elenco da minissérie Cinquentinha, da Globo. Em 2011, esteve na minissérie Lara com Z, e atuou na novela Fina Estampa, com a personagem Alice.
Em 2012 fez sua primeira participação em Malhação interpretando Vilminha, mãe de Fatinha.
Em 2014, volta à televisão na novela Boogie Oogie com a personagem Célia.

## Vida pessoal
Discreta quanto a sua vida pessoal, manteve relacionamentos casuais com anônimos e famosos, e em 1993 assumiu estar em um relacionamento sério com o ator Luciano Sabino. O casal separou-se em 1996. No mesmo ano do término, iniciou um relacionamento com o diretor Flávio Mendes. O casal foi morar juntos em 1997. Nesse mesmo ano nasceu a filha do casal, Carolina de Campos Mendes, vinda ao mundo de parto normal, no Rio de Janeiro. Em 1999 o casal separou-se. Em 2000 mudou-se para Portugal em busca de maiores oportunidades profissionais. No país iniciou um namoro com o empresário executivo português Paulo Bandeira. Em 2003, após três anos de namoro, o casal foi morar junto. Em 2005, de parto normal, em Lisboa, nasceu sua segunda filha, Clara de Campos Bandeira. Após oito anos vivendo na capital portuguesa, em 2008 voltou a residir no Rio de Janeiro com suas filhas, para voltar a trabalhar nas produções brasileiras e estar mais próxima de seus familiares. A atriz continua casada, mas seu marido continua vivendo em Lisboa, por causa do trabalho, e a cada quinze dias Thaís vai para Lisboa visitá-lo, ou ele vem ao Rio vê-la. Sua filha mais velha visita o pai em São Paulo em alguns finais de semana, e já faz aulas de teatro e canto para seguir carreira artística como a mãe. Em entrevistas, Thaís afirmou não ser muito vaidosa, que envelhecer é preciso, informando ter muita orgulho de sua trajetória artística e atual idade.
A atriz trabalhou como atriz, produtora e diretora, na televisão, no cinema e no teatro em Portugal, realizando diversos cursos de interpretação, cinema e artes cênicas, tornando-se também professora de interpretação e dramaturgia, para alunos que querem seguir carreira na televisão, teatro ou cinema.
Thaís é sobrinha do também ator e diretor Wolf Maya.

## Filmografia

### Televisão
| Ano  | Trabalho/Obra                 | Papel                                 | Notas                           |
| ---- | ----------------------------- | ------------------------------------- | ------------------------------- |
| 1981 | Ciranda de Pedra              | Sílvia                                | Participação                    |
| 1982 | Elas por Elas                 | Cristina Furtado Lopes Pereira (Cris) |                                 |
| 1983 | Final Feliz                   | Lenita                                | Participação                    |
| 1983 | Voltei pra Você               | Vivinha                               |                                 |
| 1984 | Livre para Voar               | Júlia Silva (Julinha)                 |                                 |
| 1985 | Tenda dos Milagres            | Marieta                               |                                 |
| 1985 | Ti Ti Ti                      | Ana Maria de Souza                    |                                 |
| 1986 | Mania de Querer               | Marcela                               |                                 |
| 1987 | Bambolê                       | Yolanda Galhardo                      |                                 |
| 1989 | Tieta                         | Carmosina (jovem)                     | Episódio: "14 de agosto"        |
| 1990 | Desejo                        | Augusta                               |                                 |
| 1993 | Mulheres de Areia             | Arlete Assunção                       |                                 |
| 1994 | A Viagem                      | Andrezza Muniz Toledo                 |                                 |
| 1996 | Salsa e Merengue              | Amparo Muñoz                          |                                 |
| 1998 | Você Decide                   | Cláudia                               | Episódio: "Minhas Caras Amigas" |
| 1998 | Pecado Capital                | Vitória Lisboa                        |                                 |
| 1999 | Você Decide                   | Magnólia                              | Episódio: "Um Lance Maior"      |
| 2002 | O Quinto dos Infernos         | Arminda                               | Episódio: "8 de janeiro"        |
| 2003 | Kubanacan                     | Morales de Lulu                       | Episódios: "20–21 de agosto"    |
| 2007 | Duas Caras                    | Claudine Bel-Lac                      |                                 |
| 2009 | Cinquentinha                  | Celina Carvalho Pena                  |                                 |
| 2011 | Lara com Z                    | Celina Carvalho Pena                  |                                 |
| 2011 | Fina Estampa                  | Alice                                 |                                 |
| 2012 | Malhação: Intensa como a Vida | Antônia dos Prazeres (Vilminha)       | Temporada 20; Participação      |
| 2014 | Boogie Oogie                  | Célia Dias dos Santos                 |                                 |

### Cinema
| Ano  | Título             | Papel       | Notas          |
| ---- | ------------------ | ----------- | -------------- |
| 1987 | Dedé Mamata        | Avó (jovem) |                |
| 2009 | A Amiga Americana  | —           | Curta-metragem |
| 2012 | Entre Amores       | Tânia       |                |
| 2013 | Uze e Lambuze      | —           | Direção        |
| 2014 | Metade da Laranja  | —           | Direção        |
| 2014 | A Maldição da Rosa | —           | Direção        |
| 2014 | Atrás da Porta     | —           | Direção        |
| 2014 | 12HS               | —           | Direção        |

## Teatro
| Ano     | Trabalho                                  | Direção          |
| ------- | ----------------------------------------- | ---------------- |
| 1981    | Quem Casa Quer Casa                       | Martins Pena     |
| 1984    | A Garota do Gangstar                      | —                |
| 1989–91 | Como se Tornar uma Super Mãe em 10 Lições | —                |
| 2009    | O Nosso Amor a Gente Inventa              | Cininha de Paula |

## Prêmios e indicações
| Ano  | Prêmio                           | Categoria                                | Nomeação                                 | Resultado | Ref    |
| ---- | -------------------------------- | ---------------------------------------- | ---------------------------------------- | --------- | ------ |
| 2012 | Troféu Top of Business           | Destaque Nacional                        | Fina Estampa                             | Venceu    | [ 21 ] |
| 2014 | Festival de Cinema Internacional | Menção Honrosa - Direção                 | Metade da Laranja                        | Venceu    | [ 22 ] |
| 2018 | Troféu Rio em Cena               | Homenagem Especial pelo Conjunto da Obra | Homenagem Especial pelo Conjunto da Obra | Venceu    |        |